# L'arte di amare (film)
L'arte di amare (The Art of Love) è un film del 1965 diretto da Norman Jewison.

## Trama
Un aspirante artista americano, Paul Sloane, vive con difficoltà a Parigi e vuole ritornare negli Stati Uniti per riprendere la relazione con la sua ricca fidanzata, Laurie. Il suo miglior amico e compagno di stanza, Casey Barnett, tenta di dissuaderlo. Quando una bella donna, Nikki Donay, improvvisamente si getta nella Senna per sfuggire alle attenzioni di un uomo, Paul si getta a sua volta per salvarla. Essi raggiungono una chiatta, ma Casey e altri spettatori della scena hanno l'errata impressione che nessuno dei due si salverà. Casey ha un'idea: il dipinto di un artista morto potrebbe al momento risultare di gran valore, particolarmente considerando la pubblicità che ne risulterebbe grazie all'eroico atto di Paul per salvare la donna nei guai.  Egli incomincia a vendere l'opera di Paul, ma quando l'artista stesso ricompare vivo e vegeto, essi imbastiscono una storia. Paul finge di essere morto mentre continua a dipingere quadri da dare a Casey per venderli. Le cose si complicano allorché Laurie arriva a Parigi. Casey se ne innamora, il che fa andare su tutte le furie il suo amico, che cerca la vendetta facendo sapere alla polizia che Casey lo ha ucciso per approfittarne nella vendita delle sue opere. Casey viene processato e condannato alla ghigliottina. Paul tenta di salvare Casey all'ultimo minuto.